# درخت امید، قوی باش
درخت امید، قوی باش (به اسپانیایی: Arbol de la Esperanza,

درخت امید (۱۹۴۶ میلادی) اثر نقاش مکزیکی فریدا کالو (۱۹۰۷ - ۱۹۵۴ میلادی)

Mantente Firme) اثری از نقاش سوررئالیست مکزیکی، فریدا کالو (۱۹۰۷ - ۱۹۵۴ میلادی) است که در سال ۱۹۴۶ میلادی خلق شده‌است. فریدا در این اثر سعی کرده‌است دو کار قبلی خود به نام‌های دو فریدا و ستون شکسته را با یکدیگر ترکیب کند تا همراه با المان‌های دوگانگی و تضادهای شخصیتی که به آن دچار بود، گوشه‌ای از درد و رنج جسمانیش را نیز به تصویر بکشد. 
در این اثر فراواقع گرایی، دو نگاره از نقاش در کنار یکدیگر قرار گرفته‌اند، یکی در لباس سنتی زنان مکزیکی بر روی صندلی در نیمه سمت راست اثر قرار گرفته‌است در حالی که فریدای دیگر در نیمه سمت چپ کار، بر روی تخت بیمارستان و پشت به تصویر دراز کشیده‌است. فریدای قرمزپوش شبیه به دیگر مدلهای ثبت شده از خودِ نقاش در کارهای مشابه اش علیرغم قطره اشکی که بر گونه راستش نشسته‌است، صورتی کاملاً آرایش شده و آرام دارد در حالی که فریدای سمتِ چپ کار، آشکارا در حال رنج کشیدن است. 
«درخت امید، قوی بمان» جمله‌ای است بر روی تابلوی کوچکی که فریدای قرمزپوش در دست گرفته‌است، دیده می‌شود و نامگذاری این اثر به اقتباس از این نوشته بوده‌است. در دست دیگر فریدا، کمربندی دیده می‌شود که وی به کمرش می‌بست تا از حرکت و فشار شدید به ستون فقراتش جلوگیری کند.
در دیدگاه آزتک‌ها، خون ماهیتی بخشنده و شفادهنده داشت که در مراسم گوناگون، با خراش دادن و زخمی کردن بدن و ریختن آن تقدیس می‌شد اما تضادهای فریدا برای لحظه‌ای اجازه نمی‌دهد تا بیننده به تئوری مدوّنی از ایده نقاش در خلق اثر برسد. ماه کامل برای آزتک‌ها نشانه‌ای شوم و بلاخیز بوده‌است و بیابان خشک و بی آب و علف در پس زمینه (که در دیگر کارهای فریدا هم دیده می‌شود)، کوچکترین نویدی از رستگاری نمی‌دهد.
این اثر هم‌اکنون در مجموعه هنرهای زیبای Isadore Ducasse در نیویورک نگهداری می‌شود.